# ФК Химки
ФК „Химки“ е футболен отбор от гр. Химки, Московска област, Русия.

## История
Клубът е основан през 1996 г., като обединен тим на аматьорските отбори „Новатор“ и „Родина“. Играе в ЛФЛ, зона Център, Подмосковие А. Отборът печели шампионата в своята зона, както и финалният турнир, в който участват победителите от всички зони. През 1997 тимът играе в Трета Лига. Заема второ място в зона 3, където играят отборите от Москва и московска област. Следващият сезон Химки играе във 2-ра дивизия. През 2000 Химки става шампион във 2-ра дивизия, зона Център и се класира за 1 дивизия. През сезон 2004/05 играят финал за купата на Русия. През 2006 Химки печели 1 дивизия и се класира за РФПЛ. На 8 септември 2007 за треньор е назначен Славолюб Муслин. През сезон 2007 Химки завършва на 9-о място. През следващия сезон отборът се спасява от изпадане, след като завършва 14-и. В края на 2008 „Химки“ изпада във финансово затруднение и се появяват слухове, че тимът може да се обедини със Сатурн Раменское. През сезон 2009 „Химки“ завършват последни в РФПЛ и изпадат в 1 дивизия.

## Известни играчи
- Егор Титов
- Владимир Бесчастних
- Андрей Тихонов
- Юрий Дроздов
- Максим Ромащенко
- Роман Березовский
- Настя Чех

## Български футболисти
- Лъчезар Котев: 2023/24 - (2 мача - 0 гола)